# اسکاربرو، مین
اسکاربرو (به انگلیسی: Scarborough) شهری در ایالت مین کشور ایالات متحده آمریکا است که جمعیت آن در سرشماری سال ۲۰۱۰ میلادی، ۴٬۴۰۳ نفر بوده‌است.